# Ichneumon depressator
Ichneumon depressator là một loài tò vò trong họ Ichneumonidae.